# Pachyphytum viride
Pachyphytum viride là một loài thực vật có hoa trong họ Crassulaceae. Loài này được E. Walther miêu tả khoa học đầu tiên năm 1937.